# Georges Prêtre

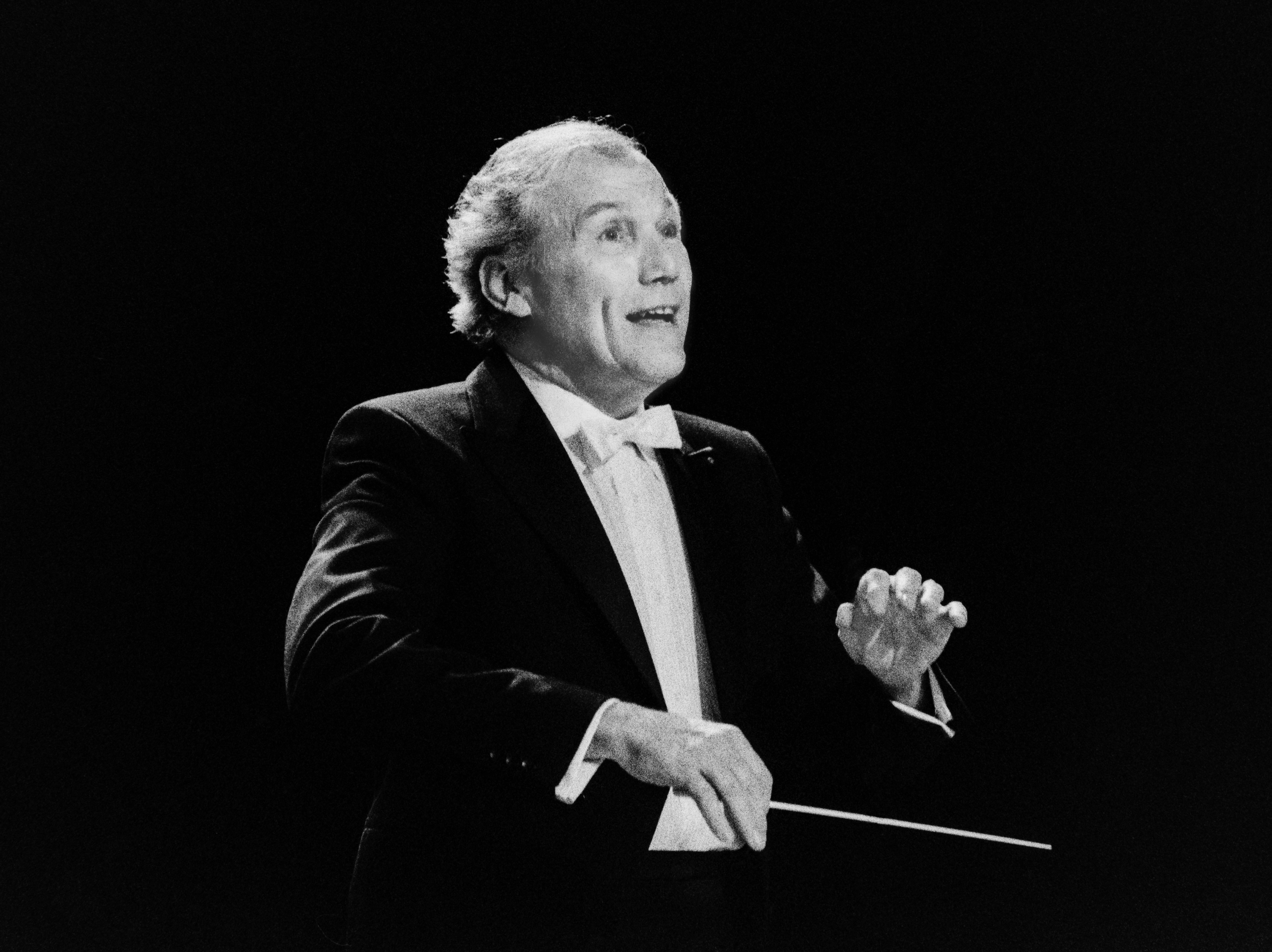
Georges Prêtre bei einer Probe mit den Bamberger Symphonikern beim Richard Strauss Festival in Garmisch-Partenkirchen

Georges Prêtre (* 14. August 1924 in Waziers bei Douai, Frankreich; † 4. Januar 2017 in Navès, Département Tarn, Frankreich) war ein französischer Dirigent.

## Leben und Werk
Georges Prêtre studierte Musik mit den Hauptfächern Klavier und Trompete in Douai und ließ sich anschließend bei André Cluytens am Pariser Konservatorium zum Dirigenten ausbilden. Er debütierte als 22-Jähriger 1946 an der Oper von Marseille.
Prêtre war Generalmusikdirektor der Pariser Oper und seit 1956 in der Opéra-Comique in Paris. 1966 dirigierte er die letzte Aufführung in der alten New Yorker Metropolitan Opera und wenig später ebenso die Eröffnung des Neubaus. Von 1986 bis 1991 war er „Erster Gastdirigent“ der Wiener Symphoniker. Er leitete regelmäßig die großen Orchester Europas und Amerikas, darunter die Berliner Philharmoniker (Waldbühnen-Konzert 1992) und die Wiener Philharmoniker. 1995 dirigierte er bei den Chorégies d'Orange Verdis Aida, 2009 ebendort das Diptychon Cavalleria rusticana/Pagliacci.
Prêtre galt als Spezialist der Musik seiner Heimat; insbesondere setzte er sich für die Werke von Francis Poulenc ein. 1959 dirigierte er die Uraufführung von dessen Monooper La voix humaine. Maria Callas schätzte ihn besonders, Herbert von Karajan förderte ihn. In jungen Jahren trat er auch unter dem Pseudonym Georges Dhérain auf.
2008 dirigierte er – mit 83 Jahren bis dahin der älteste Dirigent – das Neujahrskonzert der Wiener Philharmoniker; 2010 dirigierte er es zum zweiten Mal. 2005 und 2009 leitete er das Neujahrskonzert von Venedig am Teatro La Fenice. Zuletzt stand er im Oktober 2016 im Wiener Musikverein am Pult der Wiener Symphoniker.

## Auszeichnungen
Prêtre war seit 2004 Träger des Österreichischen Ehrenkreuzes für Wissenschaft und Kunst I. Klasse und weiterer Orden.
- 1975: Cavaliere Ordine al Merito della Repubblica Italiana
- 1980: Commendatore Ordine al Merito della Repubblica Italiana
- 1982: Europa Prize
- 1990: Anton-Bruckner-Ring
- 1991: Grand’Ufficiale Ordine al Merito della Repubblica Italiana
- 1991: Ehrendirigent der Wiener Symphoniker[11]
- 1997: Victoire de la Musique Award (bester Dirigent)
- 2009: Großoffizier der Ehrenlegion

## Filme
- Georges Prêtre dirigiert Werke von Richard Wagner und Ottorino Respighi. Konzertmitschnitt, Deutschland, 2004, SWR, 43 Min., Georges Prêtre dirigiert das Radio-Sinfonieorchester Stuttgart, Produktion: arte, SWR, 28. November 2004.
- Georges Prêtre, jetzt und immer Musik. (OT: Georges Prêtre, l'urgence de la musique.) Dokumentarfilm, Frankreich, 2008, 59 Min., Regie: Claire Alby, Produktion: arte France, deutsche Erstsendung: 23. November 2009 (Porträt zum 85. Geburtstag).